# Melanalopha
Melanalopha là một chi bướm đêm thuộc phân họ Olethreutinae, họ Tortricidae Tortricidae.

## Các loài
- Melanalopha lathraea Diakonoff, 1941